# Готска война (250-251)
Готската война (250 – 251) е конфликт между Римската империя и съюза на племената на готите и скитите на Дунав в римските провинции Дакия и Мизия между 250 – 251 г.
През този период се провеждат битки при Никополис – 1-ва Филипополис – Берое – 2-a Филипополис – Абритус в днешна България.

## Ход на военните действия
През 249 – 250 г. групи от 70 000 готи, скити и карпи с командир крал Книва, пресичат Дунав до град Ескус и нахлуват в Мизия.
През 251 г. Деций и неговият син Херений тръгват, за да отблъснат навлезлите племена, успяват да изненадат готите при тяхното обсаждане на Никополис (Никопол) на Дунав. Книва се оттегля обратно и напада Филипополис (днешен Пловдив). Деций ги последва. Римляните претърпяват поражение при Берое (Стара Загора), това пречи да спасят Филипополис, който пада в ръцете на готите, които с голяма жестокост вилнеят и се разпореждат там. През първата половина на юни 251 г. двете армии се срещат при Абритус (днес Разград в България). Херений пада убит, Деций след това е убит заедно с остатъка от армията.
През 253 г. готите на Книва са разбити от Емилиан, управителя на Долна Мизия.